# Tom Mack
Thomas Lee Mack (Cleveland, 1º novembre 1943) è un ex giocatore di football americano statunitense che ha giocato nel ruolo di offensive guard per tutta la carriera con i Los Angeles Rams della National Football League (NFL). Al college ha giocato a football all’Università del Michigan. È stato inserito nella Pro Football Hall of Fame nel 1999.

## Carriera professionistica

### Los Angeles Rams
Mack fu scelto come secondo assoluto nel Draft NFL 1966 dai Los Angeles Rams. Nella sua stagione da rookie, quando il titolare Don Chuy si infortunò nel corso della quinta gara della stagione, Mack fu schierato dall'inizio. Tornò brevemente a fare la riserva per tre partite, sostituito da Ted Karras, salvo poi riconquistare il posto che mantenne per i successivi dodici anni. Mack non saltò una sola gara per infortunio in carriera, disputando 184 gare consecutive, una striscia superata solo da Merlin Olsen e Jack Youngblood. Giocò accanto al centro Ken Iman dal 1966 al 1974 e al tackle sinistro Charley Cowan dal 1966 al 1975. Nel corso delle 13 stagioni di Mack coi Rams, essi ebbero ben 12 stagioni con un record positivo, con una percentuale di vittorie del 72%, vincendo la propria division 8 volte (1967, 1969, 1973-1978) e raggiungendo quattro volte la finale della NFC.

## Palmarès
- (11) Pro Bowl (1967, 1968, 1969, 1970, 1971, 1972, 1973, 1974, 1975, 1977, 1978)
- (4) First-team All-Pro (1969, 1971, 1973, 1974)
- (4) Second-team All-Pro (1968, 1970, 1972, 1975)
- Pro Football Hall of Fame (classe del 1999)